# Feira de Tristán Narvaja

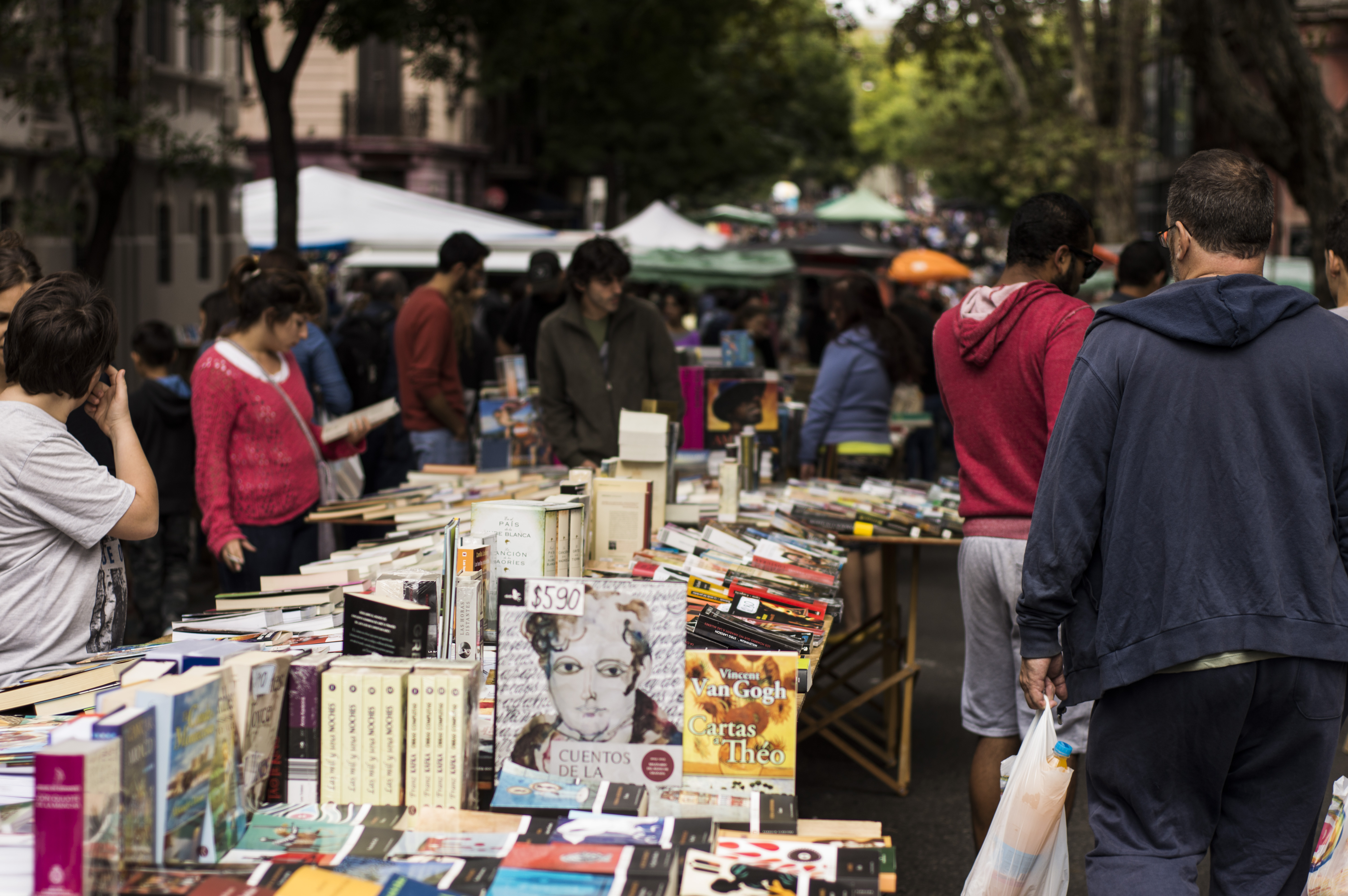
Ponto de venda de livros na Feira de Tristán Narvaja, em março de 2016.

A Feira de Tristán Narvaja (em espanhol Feria de Tristán Narvaja) é uma tradicional feira de rua que ocorre todos os domingos em Montevidéu, capital do Uruguai. Está sediada no bairro Cordón, na rua Tristán Narvaja.